# Panagiotis Pikrammenos
Panagiotis Pikrammenos [panaˈʝotis pikraˈmenos] (Grieks: Παναγιώτης Πικραμμένος) (Athene, 26 juli 1945) is een Grieks rechter en was tussen 17 mei en 20 juni 2012 waarnemend premier van Griekenland van een interim-regering sinds de Griekse parlementsverkiezingen van 6 mei 2012, waarbij geen enkele politieke partij een meerderheid haalde.
Als president van de Areios Pagos, Griekenlands hoogste rechtscollege, werd hij op 17 mei 2012 beëdigd als interim-premier door president Karolos Papoulias. Hij leidde een regering van technocraten. Nieuwe verkiezingen vonden plaats op 17 juni 2012. Op 20 juni 2012 eindigde Pikrammenos' premierschap met de beëdiging van Antonis Samaras.
Pikrammenos studeerde af aan de Duitse school van Athene in 1963, en van de Atheense Kapodistrian Universiteit in 1968. Hij deed postdoctorale studies aan de Universiteit van Parijs II, en werkte voordat hij rapporteur werd bij de Raad van State als advocaat in Athene en Londen.